# Asienspiele 2014/Wasserball
Bei den Asienspielen 2014 in Incheon, Südkorea wurden vom 20. September bis 1. Oktober 2014 zwei Wettbewerbe im Wasserball ausgetragen.

## Herren

### Vorrunde
|  | Team für Halbfinale qualifiziert |

#### Gruppe A
| Rang | Land       | S | G | U | V | Tore  | Punkte |
| ---- | ---------- | - | - | - | - | ----- | ------ |
| 1    | Kasachstan | 3 | 3 | 0 | 0 | 62:15 | 6      |
| 2    | Südkorea   | 3 | 2 | 0 | 1 | 30:32 | 4      |
| 3    | Singapur   | 3 | 1 | 0 | 2 | 30:33 | 2      |
| 4    | Hongkong   | 3 | 0 | 0 | 3 | 10:52 | 0      |

|            | KAZ  | KOR  | SIN  | HKG  |
| ---------- | ---- | ---- | ---- | ---- |
| Kasachstan |      | 18:6 | 20:9 | 24:0 |
| Südkorea   | 6:18 |      | 9:8  | 15:6 |
| Singapur   | 9:20 | 8:9  |      | 13:4 |
| Hongkong   | 0:24 | 6:15 | 4:13 |      |

#### Gruppe B
| Rang | Land | S | G | U | V | Tore  | Punkte |
| ---- | ---- | - | - | - | - | ----- | ------ |
| 1    | JPN  | 2 | 2 | 0 | 0 | 33:17 | 4      |
| 2    | CHN  | 2 | 1 | 0 | 1 | 27:16 | 2      |
| 3    | KUW  | 2 | 0 | 0 | 2 | 12:39 | 0      |

|                     | JPN  | CHN  | KUW  |
| ------------------- | ---- | ---- | ---- |
| Japan               |      | 12:9 | 21:8 |
| Volksrepublik China | 9:12 |      | 18:4 |
| Kuwait              | 8:21 | 4:18 |      |

#### Finalrunde
|  | Halbfinale          | Halbfinale |                     |    | Finale | Finale |
|  |                     |            |                     |    |        |        |
|  | Kasachstan          | 11         |                     |    |        |        |
|  | Volksrepublik China | 9          |                     |    |        |        |
|  |                     |            |                     |    |        |        |
|  |                     |            |                     |    |        |        |
|  | Kasachstan          | 7          |                     |    |        |        |
|  |                     | Japan      | 6                   |    |        |        |
|  |                     |            |                     |    |        |        |
|  | Spiel um Platz drei |            |                     |    |        |        |
|  |                     |            | Volksrepublik China | 14 |        |        |
|  | Japan               | 13         | Südkorea            | 6  |        |        |
|  | Südkorea            | 5          |                     |    |        |        |

### Endstand
| Platz | Land | Athleten |
| ----- | ---- | --- |
| 1     | KAZ  | Madikhan Makhmetov, Sergey Gubarev, Alexandr Axenov, Roman Pilipenko, Vladimir Ushakov, Alexei Schmider, Murat Shakenov, Anton Koliadenko, Rustam Ukumanov, Andrey Rekechinskiy, Alexei Panfili, Branko Peković, Alexander Fedorow |
| 2     | JPN  | Katsuyuki Tanamura, Seiya Adachi, Atsushi Arai, Mitsuaki Shiga, Akira Yanase, Yuta Hemmi, Yusuke Shimizu, Yuki Kadono, Koji Takei, Kenya Yasuda, Keigo Okawa, Shota Hazui, Tomoyoshi Fukushima                                     |
| 3     | CHN  | Wu Honghui, Tan Feihu, Liang Zhongxing, Yu Lijun, Guo Junliang, Pan Ning, Li Bin, Wang Yang, Dong Tao, Chen Jinghao, Zhang Chufeng, Liang Nianxian, Liang Zhiwei                                                                   |

Das Finale wurde am 1. Oktober ausgetragen.

## Damen

### Round Robin
| Rang | Land                | S | G | U | V | Tore   | Punkte |
| ---- | ------------------- | - | - | - | - | ------ | ------ |
| 1    | Volksrepublik China | 5 | 5 | 0 | 0 | 86:25  | 10     |
| 2    | Japan               | 5 | 3 | 1 | 1 | 79:32  | 7      |
| 3    | Kasachstan          | 5 | 3 | 1 | 1 | 79:28  | 7      |
| 4    | Usbekistan          | 5 | 2 | 0 | 3 | 45:45  | 4      |
| 4    | Singapur            | 5 | 1 | 0 | 4 | 22:92  | 2      |
| 4    | Hongkong            | 5 | 0 | 0 | 5 | 11:100 | 0      |

|                     | CHN   | JPN   | KAZ  | UZB  | SIN  | HKG  |
| ------------------- | ----- | ----- | ---- | ---- | ---- | ---- |
| Volksrepublik China |       | 15:10 | 11:6 | 14:4 | 26:3 | 20:2 |
| Japan               | 10:15 |       | 7:7  | 12:6 | 23:1 | 27:3 |
| Kasachstan          | 6:11  | 7:7   |      | 14:7 | 27:2 | 25:1 |
| Usbekistan          | 4:14  | 6:12  | 7:14 |      | 12:4 | 16:1 |
| Singapur            | 3:26  | 1:23  | 2:27 | 4:12 |      | 12:4 |
| Hongkong            | 2:20  | 3:27  | 1:25 | 1:16 | 4:12 |      |

### Endstand
| Platz | Land | Athleten |
| ----- | ---- | --- |
| 1     | CHN  | Yang Jun, Li Shujin, Liu Ping, Sun Yujun, Chen Huili, Sun Yating, Song Donglun, Zhang Cong, Zhao Zihan, Tian Jianing, Wang Xinyan, Lu Yiwen, Peng Lin                                                                                               |
| 2     | JPN  | Rikako Miura, Midori Sugiyama, Saki Ogawa, Shino Magariyama, Moe Nakata, Ayaka Takahashi, Yumi Nakano, Misa Shiga, Yumi Kojo, Tsubasa Mori, Erina Kakiichi, Mitsuki Hashiguchi, Yuko Umeda                                                          |
| 3     | KAZ  | Alexandra Zharkova, Natalya Shepelina, Aizhan Akilbayeva, Anna Turova, Kamila Zakirova, Anastassiya Mirshina, Zamira Myrzabekova, Oxana Saichuk, Assel Jakayeva, Marina Gritsenko, Natalya Alexandrova, Aruzhan Yegemberdiyeva, Kristina Krassikova |

Das Turnier wurde als Single Round Robin ausgetragen.